# Tilletiopsis washingtonensis
Tilletiopsis washingtonensis är en svampart som beskrevs av Nyland 1950. Tilletiopsis washingtonensis ingår i släktet Tilletiopsis, klassen Exobasidiomycetes, divisionen basidiesvampar och riket svampar.   Inga underarter finns listade i Catalogue of Life.